# Prachtkehlelfe
Der Prachtkehlelfe (Chaetocercus heliodor, Syn.: Acestrura heliodor), manchmal auch Heliodorelfe genannt, ist eine Vogelart aus der Familie der Kolibris (Trochilidae). Die Art hat ein großes Verbreitungsgebiet in Venezuela, Kolumbien und Ecuador. Der Bestand wird von der IUCN als „nicht gefährdet“ (least concern) eingeschätzt.

## Merkmale
Die Prachtkehlelfe erreicht eine Körperlänge von etwa 5,8 bis 6,4 cm, wobei der gerade Schnabel 1,3 cm lang ist. Die Oberseite des Männchens funkelt dunkelgrün. Die purpurfarbene Färbung der Kehle streckt sich bis zu den hervorstehenden Büscheln an der Seite des Nackens. Das Purpur wird durch ein breites weißes Brustband abgegrenzt, welches sich über die Nackenseite zu einer weißen Linie verengt, die sich bis hinter die Augen zieht. Die Brust ist gräulich, was seitlich und am Bauch ins Grün übergeht. Unter dem Flügel befindet sich ein deutlicher weißer Fleck, der insbesondere im Flug auffällt. Der relativ kurze gegabelte Schwanz ist schwarz. Das Weibchen ist auf der Oberseite dunkelgrün. Die Unterseite ist gelbbraun bis zimtfarben, welches im unteren Brustbereich und Bauch ins Rötlichbraun übergeht. Das Weibchen hat einen dunklen Ohrfleck. Leicht angedeutet zeichnet sich ein ähnliches Brustband wie beim Männchen ab, das aber gelbbraun gefärbt ist. Der Schwanz ist nicht gegabelt und zimtrot gefärbt mit einer dünnen schwarzen subterminalen Binde.

## Verhalten
Prachtkehlelfen saugen bienengleich den Nektar von großen blühenden Bäumen. Gelegentlich sitzen sie auf hohen, frei liegenden Zweigen, zu denen sie nach ihren Nahrungsaufnahmerunden zurückkehren oder von denen sie zu Verfolgungsjagden auf potentielle Rivalen aufbrechen. Ihren Nektar holen sie an Pflanzen, die nur wenig Belohnung versprechen, oder sie dringen in das Revier größerer Kolibriarten ein und bedienen sich an den nektarreichen Blüten, die von diesen bewacht werden. So werden sie regelmäßig von größeren Kolibris verscheucht. Das Verhalten der Prachtkehlelfen ähnelt dem der Hummelelfen (haetocercus bombus Gould, 1871), doch halten sie sich deutlich öfter im Wald auf.

## Habitat
Die Prachtkehlelfe bewegt sich vorzugsweise in den Baumkronen, die sich am Rand von Gebirgsausläufern oder in subtropischen Wäldern befinden. In Ecuador kommt sie hauptsächlich in Höhenlagen zwischen 1100 und 1800 Metern vor, selten auch bis 2200 Meter. Von Kolumbien gibt es Berichte von bis zu 2800 Meter, in Venezuela sogar bis zu 3000 Meter.

## Unterarten
Es sind zwei Unterarten bekannt:

Verbreitungsgebiet der Prachtkehlelfe

- Chaetocercus heliodor heliodor (Bourcier, 1840)[6] – Die Nominatform kommt im Westen Ecuadors bis in den Nordwesten Venezuelas vor.
- Chaetocercus heliodor cleavesi Moore, RT, 1934[7] – Die Unterart ist im Nordosten Ecuadors verbreitet. Die Oberseite der Männchen ist etwas dunkler als in der Nominatform. Länge und Form der Steuerfedern sind etwas unterschiedlich. Die Unterseite der Weibchen wirkt etwas dunkler.[8]

Die Unterart Chaetocercus heliodor meridae (Zimmer & Phelps, 1950) gilt heute als Synonym zur Nominatform. Lange galt die Santa-Marta-Elfe (Chaetocercus astreans (Bangs, 1899)) als weitere Unterart. Erst 1986 bekam sie durch Gary Russell Graves den Status einer eigenen Art.

## Etymologie und Forschungsgeschichte
Jules Bourcier beschrieb die Prachtkehlelfe unter dem Namen Ornismya heliodor. Sie war Bourciers Sohn Claude Joseph Héliodore Bourcier (1826–1869) gewidmet. Das Typusexemplar stammte aus Santa Fe de Bogotá. Später wurde die Art in die von George Robert Gray 1855 eingeführte Gattung Chaetocercus gestellt. Dieser Name setzt sich aus den griechischen Wörtern χαίτη chaítē für „langes fliegendes Haar“ und κέρκος kérkos für „Schwanz“ zusammen. Cleavesi ist Moores Tochter Marilynn Cleaves Moore (1925–) gewidmet. Meridae bezieht sich auf den venezolanischen Bundesstaat Mérida. Lange wurde die Art in der Gattung Acestrura geführt.